# Krontjärnarna
Krontjärnarna är en sjö i Östersunds kommun i Jämtland och ingår i Indalsälvens huvudavrinningsområde. Krontjärnarna ligger i Öjsjömyrarna Natura 2000-område.